# Václav Malý

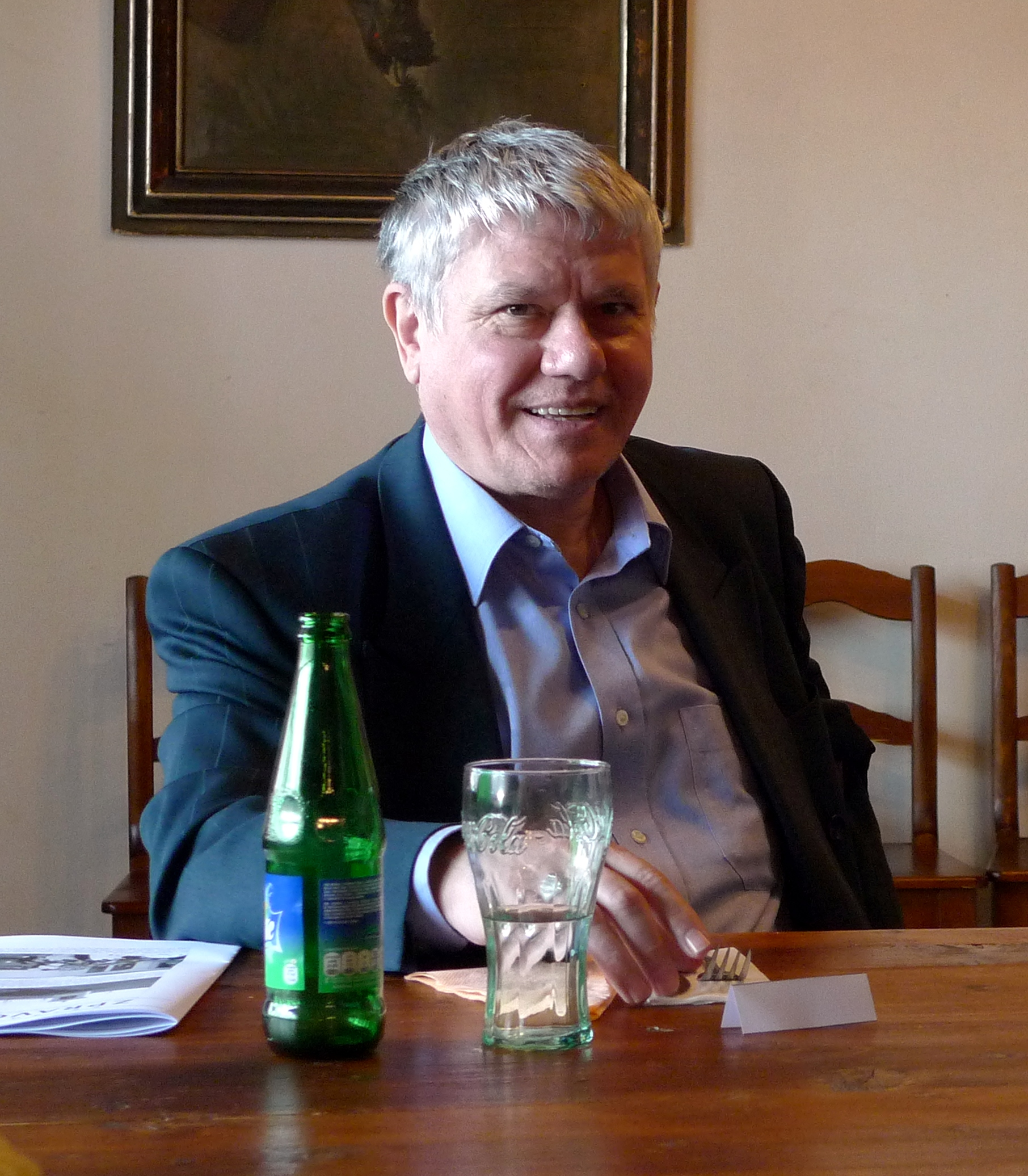
Václav Malý

Wappen von Bischof Václav Malý

Václav Malý (* 21. September 1950 in Prag) ist Titularbischof von Marcelliana und Weihbischof in Prag.

## Leben
Von 1969 bis 1976 studierte Malý an der Ss Cyril und Methodius-Fakultät in Litoměřice und wurde am 26. Juni 1976 zum Priester geweiht. Kaplan war er von 1976 bis 1978 in Vlašim und Pilsen. 
Im Februar 1977 unterzeichnete er die Charta 77, ein Dokument, das Gerechtigkeit und Freiheit in der kommunistischen Tschechoslowakei einforderte. Im Jahr 1978 wurde er Mitglied des Ausschusses für Verteidigung der zu Unrecht Verfolgten. 
1979 wurde ihm die „staatliche Genehmigung des priesterlichen Dienstes“ aberkannt, er arbeitete als Helfer im Vermessungswesen. Im Mai 1979 wurde er wegen „Republik-Subversion“ verhaftet und vor Gericht gestellt. Von 1980 bis 1986 arbeitete er als Heizer in mehreren Hotels in Prag. In dieser Zeit wirkte er im Geheimen als Priester. Er feierte die heilige Messe in Wohnungen, im Sommer auch im Wald, spendete die Sakramente und hielt Bibelstunden und Vorträge. Von 1981 bis 1982 war er Sprecher der Charta 77, im Jahr 1989 dann Sprecher des Bürgerforums Prag (OF). 
Von 1990 bis 1991 war er Pfarrer in St. Gabriel in Prag-Smíchov, von 1991 bis 1996 Pfarrer in St. Antonius in Prag-Holešovice. 
Am 3. Dezember 1996 wurde er von Papst Johannes Paul II. zum Titularbischof von Marcelliana und Weihbischof in Prag ernannt. Die Bischofsweihe empfing er durch den Erzbischof von Prag, Kardinal Miloslav Vlk, und den Mitkonsekratoren Giovanni Coppa, dem Apostolischen Nuntius in der Tschechischen Republik, und Jaroslav Škarvada, dem Weihbischof in Prag, am 11. Januar 1997 im Prager Veitsdom.

## Auszeichnungen
Für seine Verdienste wurde Václav Malý 1998 mit dem Tomáš-Garrigue-Masaryk-Orden III. Klasse ausgezeichnet, 2020 für seinen „unbeugsamen Widerstand gegen den Kommunismus, die langfristige Unterstützung der Einhaltung der Menschenrechte sowie seine Bemühungen um die Sorge für Freiheit und Demokratie“ mit der Silbermedaille des tschechischen Senats.
2021 erhielt er das deutsche Bundesverdienstkreuz 1. Klasse wegen seiner Verdienste für die Verständigung und Versöhnung zwischen Tschechen und Deutschen, das ihm der deutsche Botschafter in Prag am 16. September 2021 überreichte.